# Josip Stanišić
Josip Stanišić (München, 2. travnja 2000.) hrvatski je nogometaš koji igra na poziciji braniča. Trenutačno igra za Bayern München.

## Klupska karijera

### Rana karijera
Tijekom svoje omladinske karijere igrao je za 1860 München, Fürstenfeldbruck i Bayern München. 

### Bayern München
Za drugu momčad Bayerna debitirao je 26. srpnja 2019. u utakmici 3. lige u kojoj je Uerdingen poražen 2:1.
Za prvu je momčad debitirao 10. travnja 2021. u utakmici Bundeslige protiv Union Berlina koja je završila 1:1. Na toj utakmici igrao je na poziciji lijevog beka od prve minute. Stanišić je svojim igrama tijekom predsezone zadivio Bayernovog trenera Juliana Nagelsmanna te je stoga ostao član prve momčadi. U utakmici prvog kola Bundeslige 2021./22. odigrane 13. kolovoza protiv Borussije Mönchengladbach s kojim je Bayern igrao 1:1, Stanišić je od prve minute utakmice igrao na poziciji desnog beka. Četiri dana kasnije ponovno je bio član prve postave, ovaj put u utakmici DFL-Supercupa protiv Borussije Dortmund koju je Bayern dobio 3:1. U UEFA Ligi prvaka debitirao je 14. rujna 2021. kada je zamijenio Niklasa Sülea u 82. minuti utakmice protiv Barcelone koju je Bayern dobio 0:3. Svoj prvi gol za Bayern postigao je 14. svibnja u utakmici zadnjeg kola Bundeslige odigrane protiv Wolfsburga s kojim je Bayern igrao 2:2. S Bayernom je u sezoni 2021./22. osvojio Bundesligu. U toj sezoni Stanišić je upisao trinaest ligaških nastupa i jedan pogodak.

### Bayer 04 Leverkusen (posudba)
Dana 20. kolovoza 2023. Stanišić je poslan na jednogodišnju posudbu u Bayer 04 Leverkusen. Za Bayer 04 Leverkusen debitirao je šest dana kasnije u utakmici Bundeslige u kojoj je Borussia Mönchengladbach izgubila 0:3. Prvi klupski pogodak postigao je 10. veljače 2024. u utakmici protiv Bayerna koji je poražen 3:0. S Bayerom je te sezone osvojio Bundesligu, prekinuvši dominaciju minhenskog Bayerna od sezone 2011./12. Bayeru je to bio prvi naslov prvaka u povijesti, a Stanišiću četvrti za redom. Također je postao drugi igrač u povijesti Bundeslige koji je osvojio to natjecanje u uzastopnim sezonama igrajući za dva različita kluba. Prvi igrač kojem je to uspjelo bio je August Starek koji je u sezoni 1967./68. osvojio Bundesligu s Nürnbergom, a naredne sezone s Bayernom. Tjedan dana kasnije, 21. travnja, postigao je pogodak glavom u 97. minuti u ligaškoj utakmici protiv Borussije Dortmund koja je završila 1:1 te time nastavio Bayerov niz utakmica bez poraza u svim natjecanjima. Ponovno je postigao pogodak u 97. minuti 9. svibnja u uzvratnoj utakmici polufinala UEFA Europske lige 2023./24. protiv Rome za konačnih 2:2. Tim remijem Bayer je prvi put u povijest izborio finale UEFA Europske lige te je produljio svoj niz utakmica bez poraza na 49, pritom oborivši rekord kojeg je držala Benfica od 1963. do 1965.

### Povratak s posudbe
Dana 27. lipnja 2024. produljio je ugovor s Bayernom do 2029. Osvojivši Bundesligu u sezoni 2024./25., Stanišić je petu sezonu zaredom osvojio naslov prvaka Njemačke te je postao prvi igrač u povijesti koji je triput u nizu osvojio Bundesligu, a da je svake sezone promijenio klub.

## Reprezentativna karijera
Nastupao je za njemačku reprezentaciju do 19 godina. Igor Bišćan, izbornik hrvatske reprezentacije do 21 godine, objavio je 23. kolovoza 2021. popis igrača za utakmice protiv Azerbajdžana i Finske. Među tim igračima bio je i Stanišić. Tada nije debitirao zbog ozljede.
Dana 20. rujna 2021. izbornik A selekcije hrvatske nogometne reprezentacije Zlatko Dalić prvi je put uvrstio Stanišića na popis igrača za kvalifikacijske utakmice za Svjetsko prvenstvo 2022. protiv Cipra i Slovačke. Za hrvatsku nogometnu reprezentaciju debitirao je 8. listopada protiv Cipra kojeg je Hrvatska dobila 0:3.
Dana 9. studenoga 2022. izbornik Zlatko Dalić uvrstio je Stanišića na popis igrača za Svjetsko prvenstvo 2022.

## Osobni život
Stanišićevi roditelji Damir i Sandra Hrvati su iz Malina i Oriovca kod Slavonskog Broda.

## Priznanja

### Individualna
- 2024. Odlukom predsjednik Republike Hrvatske Zorana Milanovića odlikovan je Redom Danice hrvatske s likom Franje Bučara: "Za izniman uspjeh hrvatske nogometne reprezentacije, doprinos sportu i međunarodnom ugledu Republike Hrvatske te osvajanju 3. mjesta na 22. Svjetskom nogometnom prvenstvu u Državi Katru" [32]

### Klupska
Bayern München
- Bundesliga: 2020./21., 2021./22., 2022./23.,[33] 2024./25.[34]
- DFL-Supercup: 2021., 2022.

Bayern München II
- 3. Liga: 2019./20.

Bayer Leverkusen
- Bundesliga: 2023./24.[18]
- DFB-Pokal: 2023./24.
- UEFA Europska liga (finalist): 2023./24.

### Reprezentativna
Hrvatska
- Svjetsko prvenstvo: 2022. (3. mjesto)[35]
- UEFA Liga nacija (2. mjesto): 2022./23.

## Vanjske poveznice
- Profil, Hrvatski nogometni savez
- Profil, Kicker
- Profil, Njemački nogometni savez
- Profil, Transfermarkt
- Josip Stanišić u UEFA-inim natjecanjima (engl.)